# Sunday Comics
Sunday Comics fue, como indica su propio subtítulo, una revista sobre estudio e investigación de la historieta dirigida y editada entre 1976 y 1985 por Mariano Ayuso. Contó con 17 números ordinarios, siendo la primera que en España gozó de una distribución normalizada. Fue también una de las pocas que pervivió durante todo el boom del cómic adulto en España, junto a "El Wendigo"  y "Comic-Guía".

## Trayectoria
"Sunday Comics" fue la cuarta revista sobre historietas editada en España, tras Cuto (1967) de Luis Gasca, Bang! (1968) de Martín y Comics Camp Comics In (1972) del propio Mariano Ayuso.
Entre sus colaboradores destacaron Esteban Bartolomé, Juan Antonio de Blas, Luis F. Cárdenas, Javier Coma, Luis Conde Martín, Moncho Cordero, Lorenzo F. Díaz, Jordi Frontons, Raúl García Sanz, Andreu Martín, Enrique Martínez Peñaranda, José M. Ortiz Robles, Miguel Ruiz Márquez, Francisco Tadeo Juan y Salvador Vázquez de Parga.
Publicó también historietas de diversos autores, incluidas algunas inéditas, como Se llamará como su mamá de Enric Sió.